# مناخ إفريقيا

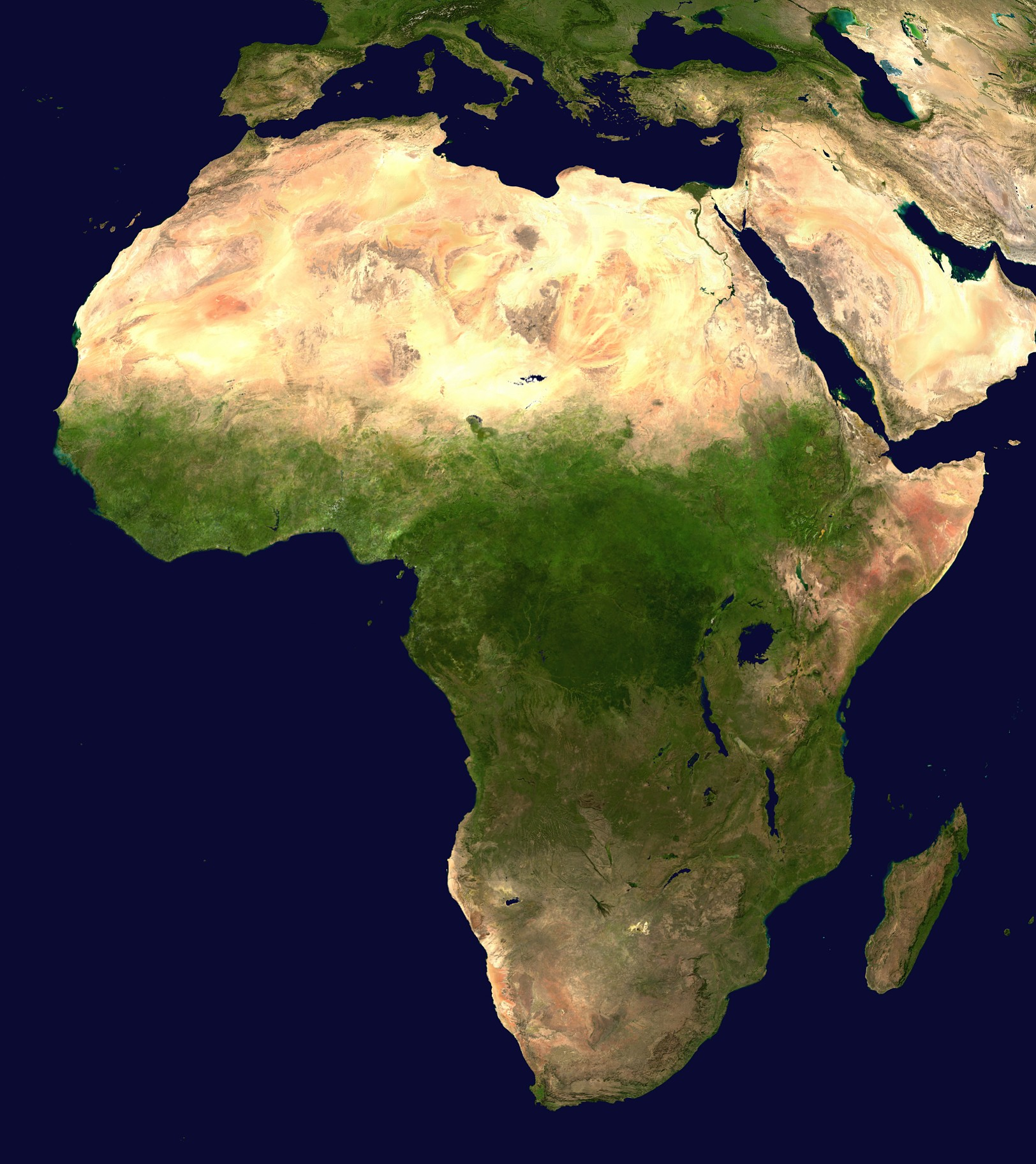
خريطة أفريقيا والتي توضح الفاصل الإيكولوجي حول الصحراء الكبرى.

يتكون مناخ أفريقيا من نطاق من المناخات مثل المناخ الاستوائي والمناخ المداري الجاف والمناخ المداري المطير والمناخ المداري الموسمي والمناخ شبه الصحراوي (شبه القاحل) والمناخ الصحراوي (فوق القاحل والقاحل) والمناخ المحيطي. تندر درجات الحرارة المعتدلة عبر القارة باستثناء المناطق المرتفعة وعلى طول الحواف. في الواقع، يتنوع مناخ أفريقيا في كمية الأمطار أكثر من درجات الحرارة، التي تكون مرتفعة بثبات. تُعتبر الصحاري الأفريقية أشمس أجزاء القارة وأكثرها جفافًا، نتيجة للوجود الشائع لعروض الخيل مع الكتل الخامدة للهواء الساخن والجاف. تحتفظ أفريقيا بالعديد من الأرقام القياسية المتعلقة بالحرارة: تمتلك القارة المنطقة الممتدة الأكثر حرارة على مدار العام، والمناطق ذات المناخ الصيفي الأكثر حرارة، وأطول مدة لإشراق الشمس، وغير ذلك.
بفضل موقع أفريقيا عبر خطوط العرض الاستوائية وشبه المدارية في نصفي الكرة الشمالي والجنوبي، يمكن إيجاد العديد من أنماط المناخ داخل القارة. تقع القارة بشكل أساسي داخل المنطقة المدارية بين مدار السرطان ومدار الجدي، حيث كثافة الرطوبة المثيرة للاهتمام. ترتفع كثافة هطول الأمطار طوال العام رغم أنها قارة حارة. تنتشر المناخات الدافئة والحارة في كل أنحاء أفريقيا، ولكن في الأغلب يتسم الجزء الشمالي بالقحولة ودرجات الحرارة العالية. تتمتع الحواف التي تقع في أقصى الشمال وأقصى الجنوب فقط بمناخ البحر المتوسط. يمر خط الاستواء عبر منتصف أفريقيا، كما يفعل مدار الجدي ومدار السرطان، لتصبح أفريقيا القارة الأكثر مدارية.

## درجات الحرارة

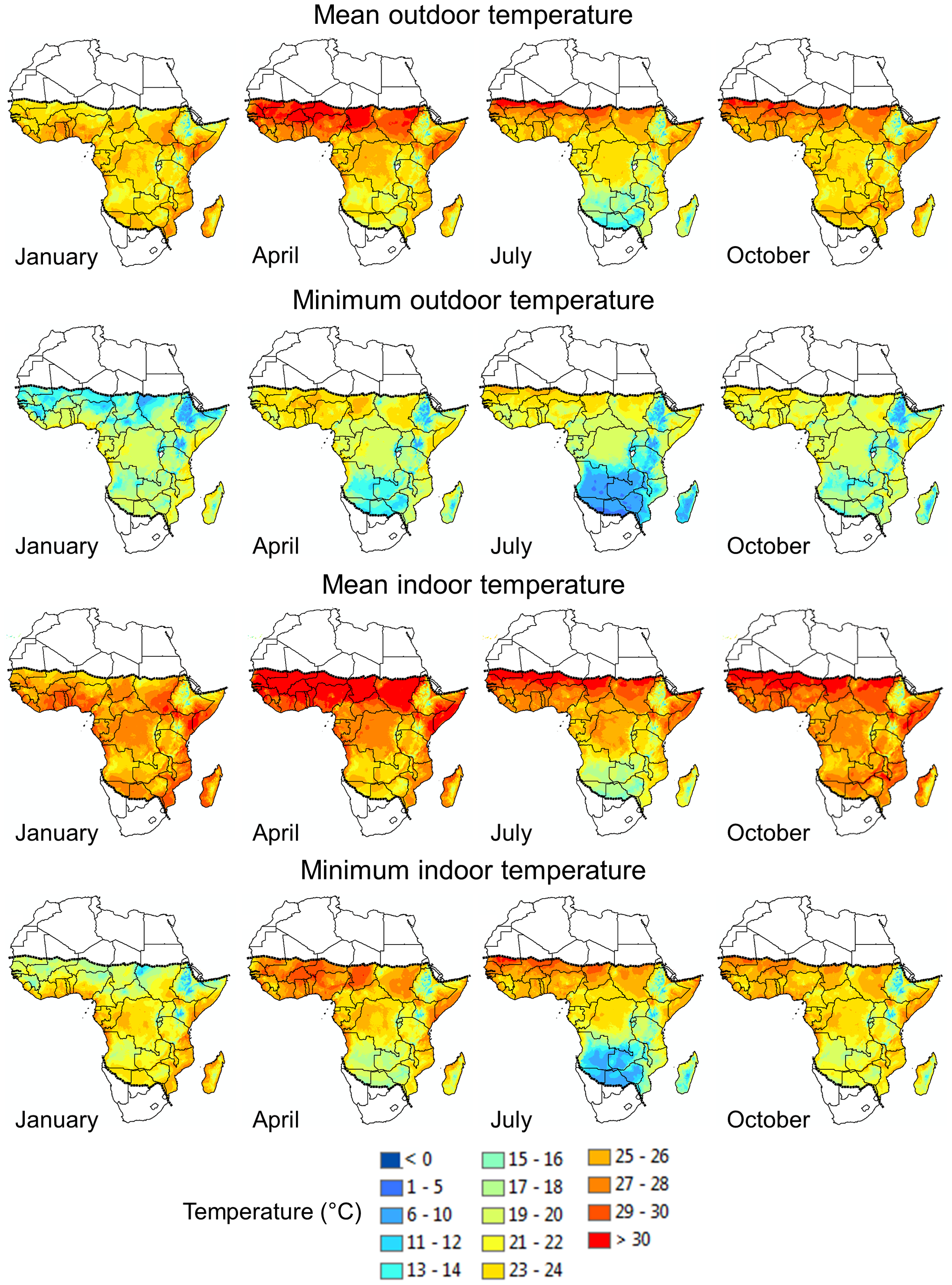
درجات الحرارة على مذار السنة في افريقيا

عالميًا، تؤدي سخونة الأرض بالقرب من خط الاستواء إلى كميات كبيرة من الحركة لأعلى والحمل الحراري على طول حوض الأمطار الموسمي أو نطاق التقارب بين المدارين. يؤدي الانحراف خلال الأخدود القريب من خط الاستواء إلى صعود الهواء وتحركه بعيدًا عن خط الاستواء عاليًا. بينما يتحرك الهواء نحو دوائر العرض المتوسطة يبرد الهواء وينخفض، ما يؤدي إلى الانخساف بالقرب من خط العرض رقم 30 في نصفي الكرة الأرضية. تُعرف تلك الدورة بحجيرة هادلي وتؤدي إلى تكون عروض الخيل شبه الاستوائية. تنتج العديد من صحاري العالم من تلك المناطق المناخية المرتفعة في الضغط الجوي، بما في ذلك الصحراء الكبرى.
تُعتبر درجات الحرارة هي الأعلى في المناطق التي تقع في الصحراء الكبرى في الجزائر ومالي، والأبرد خلال الجنوب وفي المرتفات في التضاريس الموجودة في الأجزاء الشرقية والشمالية الغربية من القارة. يقع أعلى متوسط لدرجات الحرارة على سطح الأرض في دلول بأثيوبيا، حيث يبلغ متوسط درجة الحرارة خلال العام 33.9 درجة مئوية (93 فهرنهايت). كانت أعلى درجة حرارة مُسجلة بأفريقيا، وكانت الرقم القياسي العالمي أيضًا، بقيمة 57.8 درجة مئوية (136 فهرنهايت) في العزيزية بليبيا في 13 سبتمبر 1922. أُثبت خطأ تلك القراءة لاحقًا، إذ إنها أُخذت من قراءة غير دقيقة للترمومتر. المكان الأكثر حرارة في العالم بالفعل هو وادي الموت في كاليفورنيا. تتراوح درجات الحرارة الظاهرية، وهي تدمج بين تأثير درجة الحرارة والرطوبة، على طول ساحل إريتريا على البحر الأحمر وساحل خليج عدن في الصومال بين 57 درجة مئوية (135 فهرنهايت) و 63 درجة مئوية (145 فهرنهايت) خلال ساعات ما بعد الظهيرة. كانت أقل درجة حرارة مُسجلة في أفريقيا -24 درجة مئوية (-11 فهرنهايت) في إفران بالمغرب في 11 فبراير 1935.
على الرغم من ذلك، يتعرض الجزء الأكبر من القارة إلى الحرارة الشديدة خلال الجزء الأكبر من العام، بالأخص في الصحاري والسهوب وحشائش السافانا. كما يُزعم، فالصحاري الأفريقية هي الأماكن الأكثر حرارة على سطح الأرض، بالأخص الصحراء الكبرى وصحراء الدناكل التي تقع في القرن الأفريقي.

## الرياح
يلعب التيار النفاث الشرقي المنخفض في أفريقيا دورًا محوريًا في الرياح الموسمية الجنوبية الشرقية في أفريقيا، ويساعد في تكوين الموجة الاستوائية التي تمر عبر المحيط الأطلسي المداري والجزء الشرقي من المحيط الهادئ خلال الموسم الدافئ. يظهِر التيار كلًّا من الاضطراب الباراتروبي والباراكليني، ما ينتج عنه مكاثرة إجمالية في الاضطرابات باتجاه الغرب في التيار المعروف بالأمواج الأفريقية الشرقية، أو الأمواج الاستوائية. هناك عدد من أنظمة العواصف متوسطة الشمول المدمجة في تلك الأمواج تتطور إلى أعاصير مدارية بعد تحركها من غرب أفريقيا إلى المحيط الأطلسي الاستوائي، بالأخص خلال أغسطس وسبتمبر. عندما يقع التيار جنوبًا عن المعتاد خلال أشهر الذروة في موسم أعاصير الأطلسي، يتوقف تكون الأعاصير الاستوائية.

## هطول الأمطار
تتميز أجزاء كبيرة من شمال أفريقيا وأفريقيا الجنوبية إضافة إلى القرن الأفريقي بالكامل بالمناخ الصحراوي الحار أو المناخ الحار شبه القاحل في المناطق الأكثر رطوبة. تعتبر الصحراء الكبرى في شمال أفريقيا الصحراء الحارة الأكبر في العالم وواحدة من أشمس الأماكن في العالم وأكثرها حرارة وجفافًا. يقع السهب الضيق (وهو منطقة شبه قاحلة) مباشرةً إلى الجنوب من الصحراء الكبرى ويسمى بالساحل، بينما تحتوي الأجزاء التي تقع في أقصى جنوب أفريقيا على سهول السافانا، يحتوي القسم الأوسط على مناطق الغابات شديدة الكثافة (الغابات المطيرة). تُعتبر المنطقة الاستوائية -قرب نطاق التقارب بين المدارين- المنطقة الأكثر إمطارًا في القارة. يتحرك حزام الأمطار عبر البلد شمالًا نحو أفريقيا جنوب الصحراء بحلول شهر أغسطس، ثم يعود جنوبًا إلى جنوب أفريقيا الوسطى بحلول شهر مارس. تتمتع مناطق مناخ السافانا في أفريقيا جنوب الصحراء مثل غانا وبوركينا فاسو ودارفور وإريتريا وأثيوبيا وبوتسوانا بموسم ممطر ملحوظ. تتسبب ظاهرة إل نينو في ظروف أكثر جفافًا من المعتاد في أفريقيا الجنوبية ابتداء من ديسمبر حتى فبراير، وظروف أكثر رطوبة من المعتاد في مناطق شرق أفريقيا الاستوائية خلال نفس الفترة.
تجلب الرياح التجارية في مدغشقر الرطوبة إلى المنحدرات الشرقية للجزيرة، ثم تتحول إلى أمطار، إضافةً إلى الرياح الأكثر جفافًا المنحدرة لأسفل، أي نحو المناطق في الجنوب والغرب، تاركةً المناطق الغربية من الجزيرة في صحراء الظل المطري. يؤدي ذلك إلى أمطار أكثر بشكل ملحوظ على الأجزاء الشمالية الشرقية من مدغشقر مقارنةً بالأجزاء الجنوبية الغربية. تستقبل أفريقيا الجنوبية معظم الأمطار التي تسقط عليها من العواصف الصيفية الحملية والأعاصير فوق المدارية التي تتحرك خلال الغربيات. تؤدي الأعاصير المدارية إلى سقوط الأمطار الغزيرة على المنطقة مرة كل عقد.

## الجليد والأنهار الجليدية
يحدث الجليد تقريبًا بشكل سنوي في بعض جبال جنوب أفريقيا، بما يشمل تلك الجبال في سيداربرج وحول سيريز في كيب الجنوبية الغربية، وعلى جبال دراكنزبرغ في ناتال وفي ليسوتو. يُعتبر منتجع تيفينديل في دراكنزبرغ المكان الوحيد الذي يُنظم فيه التزلج بشكل تجاري في جنوب أفريقيا، ويتمتع بـ«قدرات متطورة على صنع الجليد» أيضًا ليتيح التزلج مدة ثلاثة أشهر في العام. يمتلك كل من نادي تسلق الجبال في جنوب أفريقيا (MCSA) ونادي الجبل والسماء (MSC) في جامعة كيب تاون أكواخًا مجهزة للتزلج في جبال نهر هيكس. يُعتبر التزلج الذي يشمل التزحلق بألواح الثلج في كيب مسألة تجربة وخطأ، من ناحية توقيت تساقط الثلوج وإذا ما كان هناك ما يكفي من الجليد لتغطية الصخور.
يتعرض جبل تيبل أو جبل المائدة إلى تعفير خفيف بالثلج على التيبل الأمامية وعلى قمة ديفيل كل عدة سنوات. تساقطت الثلوج على جبل تيبل في 20 سبتمبر 2013 و 30 أغسطس 2013 و 5 أغسطس 2011 و 15 يونيو 2010.
يندر تساقط الجليد في جوهانسبرغ، إذ حدث في مايو 1956 وأغسطس 1962 ويونيو 1964 وسبتمبر 1981 وأغسطس 2006 وفي يوم 27 يونيو 2007، مراكمًا حتى 10 سنتيمترات (3.9 بوصة) في الضواحي الجنوبية.
إضافةً إلى ذلك، يتساقط الجليد بانتظام على جبال أطلس في الجزائر المغرب. يتساقط الجليد أيضًا بانتظام على جبل كيليمانجارو في تنزانيا. كان هناك العديد من الأنهار المتجمدة الدائمة على جبال رونزور على حدود أوغندا وجمهورية الكونغو الديموقراطية. ولكن بحلول عام 2010 تراجعت الأنهار المتجمدة وأصبحت تحت التهديد بالاختفاء نتيجة لارتفاع درجات الحرارة.